# Dixianus utahnus
Dixianus utahnus är en insektsart som beskrevs av Ball 1909. Dixianus utahnus ingår i släktet Dixianus och familjen dvärgstritar. Inga underarter finns listade i Catalogue of Life.